# Ikarus 211
Az Ikarus 211 az Ikarus 200-as típuscsalád egyik legkorábbi tagja.

## A típus jellemzői
Az Ikarus 211 az Ikarus gyár legnagyobb darabszámú midi autóbusza volt. A Székesfehérváron gyártott laprugózású járművek közös jellemzője az IFA gyártmányú motor (teljesítménye: 125 LE / 92 kW) és az 5+1 fokozatú sebességváltó.
A sorozatgyártás 1975-ben indult, az első példányok jellegzetességei voltak:
- 2920 mm magasság
- kisméretű első és hátsó szélvédők, oldalablakok
- egyenes műszerfal
- a homlokfal felső részét, a szélvédő felett belemezelték, itt került elhelyezésre a táblatartó

1976-tól az első és hátsó szélvédők normál méretűek lettek, (megszűnt a homlokfal felső részének lemezelése).
1978-tól a jármű magasságát 3000 mm-re növelték, háromrészes műszerfalat, illetve nagyobb méretű oldalablakokat kapott.

## Altípusok
- Ikarus 211.00: Egy, kézzel működtethető ajtóval, városi ülésekkel. 1978-ig volt gyártásban, napjainkban már csak igen kevés lelhető fel belőle.
- Ikarus 211.01: A legelterjedtebb altípus, egy, kézzel működtethető ajtóval, városi ülésekkel.
- Ikarus 211.51: a típus NDK kivitelű változata, elöl-hátul kézzel működtethető ajtókkal. Magyarországon csak kis számban található.
- Ikarus 211.52: kétajtós, közülük az első kétszárnyú lengő, levegős működtetésű. Városi vagy dönthető támlás távolsági ülésekkel.
- Ikarus 211.53: Kétajtós, (1-0-1 ajtóelrendezés), dönthető támlás távolsági ülésekkel.

## Ikarus 211 Magyarországon
A Magyarországi forgalomba került mintegy 4500 jármű döntő többsége különféle vállalatokhoz, mezőgazdasági termelőszövetekhez került, ahol különjáratként és munkásszállításra használták.
A BKV menetrendi forgalomban 5 db ilyen típusú buszt üzemeltetett 1975-1985 között a Budavári sikló pótlására létrejött „V” viszonylaton a Clark Ádám tér és a Budavári Palota „B” kapuja között. Különjárati autóbuszként 21 ilyen típusú busszal rendelkezett a vállalat, ezek többségét a nyolcvanas évek elején átadták a Volánoknak. 
A Volán társaságok 1975-től 1990-ig 672 darabot vásároltak, ezeket elsősorban különjáratban, szerződéses járatként és bérautóbuszként használtak, de előfordultak kisebb forgalmú helyi járatokon (például Komlón vagy Békésen), illetve helyközi forgalomban is. A típust a Magyar Honvédség is üzemeltette. A megmaradt példányok jelenleg többnyire megrendelhető autóbuszként vállalkozók tulajdonában vannak, a Volánok járműparkjában már nem szerepelnek.

## Ikarus 211 külföldön
A típust nagy számban csak az NDK-ba sikerült értékesíteni, 1975-től 1990-ig mintegy 1100 darabot. Egy-egy példány került újonnan Vietnámba, Ausztriába és Bulgáriába. Az 1990-es évektől kezdődően néhány, használtan vásárolt jármű más országokba (például Románia, Lengyelország) is eljutott.